# Condado de Berberana
El condado de Berberana es un título nobiliario español creado el 12 de noviembre de 1789 por el rey Carlos IV de España, a favor de Manuel Gil-Delgado y Rodríguez de Salamanca, XIV Señor de Berberana.
La denominación del título se refiere a la localidad de Berberana en la Las Merindades, provincia de Burgos, donde la familia de los titulares del condado habían sido tradicionalmente Señores del lugar.

## Condes de Berberana
|                                  | Titular                                         | Periodo                |
| Creación por Carlos IV           | Creación por Carlos IV                          | Creación por Carlos IV |
| -------------------------------- | ----------------------------------------------- | ---------------------- |
| I                                | Manuel Gil-Delgado y Rodríguez de Salamanca     | 1789-1810              |
| II                               | Antonio Mariano Gil Delgado Arriaga y Salamanca | 1810-1851              |
| III                              | Antonio Gil-Delgado y Arriaga                   | 1851-1859              |
| IV                               | Juan Gil-Delgado y Senoseaín                    | 1859-1874              |
| V                                | Manuel Gil-Delgado y Pineda                     | 1874-1932              |
| Rehabilitación por Juan Carlos I |                                                 |                        |
| VI                               | Luis Fernando Gil-Delgado y Ferrer              | 1993-1999              |
| VII                              | Luis Fernando Gil-Delgado y García              | 1999-actual titular    |